# Hermann von Görne
Hermann Leopold Franz Emil von Görne (* 12. April 1823 in Brieg; † 18. Mai 1904 in Berlin) war ein preußischer Generalleutnant.

## Leben

### Herkunft
Hermann war ein Sohn des preußischen Hauptmanns a. D. und Postmeisters Leopold von Görne (1774–1844) und dessen Ehefrau Karoline, geborene Hermann (1803–1824).

### Militärkarriere
Nach dem Besuch des Kadettenhauses in Potsdam wurde Görne am 9. August 1840 als Sekondeleutnant dem 6. Infanterie-Regiment der Preußischen Armee überwiesen. Von Oktober 1848 bis Juni 1852 war er als Adjutant und Rechnungsführer des III. Bataillons im 6. Landwehr-Regiment in Glogau kommandiert. Er avancierte zum Premierleutnant und wurde am 4. Januar 1853 als Adjutant der 17. Infanterie-Brigade kommandiert. Unter Beförderung zum Hauptmann wurde Görne am 14. März 1857 von diesem Kommando entbunden. Anfang September 1857 erfolgte seine Kommandierung als Kompanieführer beim III. Bataillon im 6. Landwehr-Regiment. Mit der Ernennung zum Kompaniechef trat Görne am 30. Juni 1859 in sein Stammregiment zurück. Am 23. Februar 1861 wechselte er in das 1. Niederschlesische Infanterie-Regiment Nr. 46. Am 11. März 1862 nahm er auf eigenen Wunsch seinen Abschied mit Pension und der Berechtigung zum Tragen seiner Regimentsuniform. Am 22. März 1865 erhielt er den Charakter als Major.
Während der Mobilmachung anlässlich des Deutschen Krieg meldete Görne er sich freiwillig und kam am 10. Mai 1866 als erster Adjutant zum stellvertretenden Generalkommando des V. Armee-Korps. Nach dem Krieg erhielt er am 30. Oktober 1866 das Patent zu seinem Dienstgrad und wurde Kommandeur des I. Bataillons im Infanterie-Regiment Nr. 87. Daran schloss sich am 21. Oktober 1869 eine Verwendung als Kommandeur des Füsilier-Bataillons im 4. Niederschlesischen Infanterie-Regiment Nr. 51 an. Während des Deutsch-Französischen Krieges nahm er an den Belagerungen von Pfalzburg und Paris sowie an den Gefechten bei Thiais und am Mont Mesly teil.
Ausgezeichnet mit dem Eisernen Kreuz II. Klasse wurde er am 18. Januar 1871 zum Oberstleutnant befördert. Am 13. April 1872 beauftragte man Görne unter Stellung à la suite mit der Führung des 6. Brandenburgischen Infanterie-Regiments Nr. 52 und ernannte ihn am 18. Juli 1872 zum Regimentskommandeur. In dieser Eigenschaft stieg er Ende März 1873 zum Oberst auf und war Ende Juli 1873 zu den russischen Truppenparaden nach Warschau kommandiert. Am 19. Januar 1874 nahm er in Peskau an den Beisetzungsfeierlichkeiten seines Regimentschefs, des russischen Generalfeldmarschalls von Berg teil. Unter Stellung à la suite seines Regiments wurde Görne am 5. Februar 1878 mit dem Rang und den Gebührnissen eines Brigadekommandeurs zum Inspekteur der Inspektion der Infanterieschulen ernannt. Er avancierte Mitte April 1878 zum Generalmajor und erhielt Mitte September 1880 den Roten Adlerorden II. Klasse mit Eichenlaub. Er wurde am 14. Mai 1881 Kommandeur der 12. Infanterie-Brigade und übernahm in gleicher Eigenschaft am 11. Juni 1882 die 11. Infanterie-Brigade. In Genehmigung seines Abschiedgesuches wurde Görne unter Verleihung des Charakters als Generalleutnant am 6. Mai 1883 mit Pension zur Disposition gestellt. Nach seiner Verabschiedung würdigte ihn Wilhelm I. anlässlich des Ordensfestes im Januar 1885 mit dem Stern zum Kronen-Orden II. Klasse.
Görne zog nach Berlin und war eine Zeitlang militärischer Direktor des im April 1884 gegründeten deutschen Offiziersvereins. Er starb am 18. Mai 1904 in Berlin und wurde am 21. Mai 1904 auf dem Invalidenfriedhof beigesetzt.

### Familie
Görne heiratete am 21. Januar 1849 in Buchenwaldecker bei Schönborn Marie Haenel (1827–1896), eine Tochter des Rittmeisters Leopold Haenel und Herrin auf Buchwäldchen bei Lübben. Das Paar hatte mehrere Kinder, darunter:
- Valeska (1849–1894) ⚭ 1873 Kuno von Kameke (1847–1913), preußischer Generalmajor
- Richard (1851–1906), preußischer Generalmajor ⚭ Fanny Marie Rücker-Jenisch (1860–1928)[1] Tochter von Alfred Rücker
- Helene (1854–1932)

⚭ I. 1877 (Scheidung 1893) Claus von Niebelschütz (1853–1898), preußischer Hauptmann, Eltern von Ernst von Niebelschütz
⚭ II. 11. Dezember 1898 Hasso von Wedel (1858–1936)